# L'Auberge du chien noir
L'Auberge du chien noir est un feuilleton télévisé québécois créé par Sylvie Lussier et Pierre Poirier et diffusé du 6 janvier 2003 au 23 mars 2017 sur le réseau ICI Radio-Canada Télé. Une série web dérivée intitulée Anatomie du couple est disponible en ligne depuis le 15 février 2016.
Le 14 mars 2016 est annoncée la fin du téléroman en mars 2017 après une quinzième et ultime saison,,, battant le record de longévité pour une série hebdomadaire québécoise qui était détenu jusque-là par Les Belles Histoires des pays d'en haut, diffusée de 1956 à 1970.
La série est rediffusée depuis le 23 septembre 2017 sur la chaîne ICI ARTV.

## Synopsis
George Trudeau laisse en héritage l'hôtel familial mais aussi un testament sous forme de cassette vidéo qui réserve moult surprises au clan Trudeau.

## Distribution
- Aubert Pallascio : Georges Trudeau
- Denise Gagnon : Germaine Trudeau
- Vincent Graton : Marc Trudeau
- Julie Daoust : Ariane Trudeau
- Jon Lajoie : Thomas Edison
- Elliot Miville-Deschênes : Zachary Édison
- François Gadbois : Mathieu Leclerc
- Jasmine Cantin : Lilou Leclerc-Trudeau
- Renaud Paradis : Laurent Trudeau
- Roger Léger : Philippe Trudeau
- Anie Pascale : Sandra Bélanger
- Chloë Simon : Mariane Trudeau
- Éllie et Allia Ménard Juliette Berthiaume : Florence Trudeau
- Émile Rondeau : Nicolas-George Trudeau
- Josée Deschênes : Élaine Cadieux
- Kim Olivier : Luc Trudeau
- Jean Maheux : Henri Beaulieu
- Olivier Gervais Courchesne : Nicolas Beaulieu
- Isabelle Lemme : Mathilde Cadieux
- Alexie Poirier,Noah Boisvert: Zoé Trudeau
- Linda Sorgini : Susan Morton
- Gary Boudreault : Patrick (Les Westerners)
- Gérard Poirier : Mathias Fréchette
- Sylvain Massé : Ken Fréchette
- Fanie Lavigne : Barbie Bessette
- Claude Prégent : Normand Castonguay
- Sylvie Boucher : Sylvie Provencher
- Catherine De Sève : Anaïs Provencher
- Maxim Gaudette : Olivier Marcoux
- Louis-Philippe Beauchamp : Guillaume Provencher
- Rita Lafontaine : Nicole Provencher
- Jacqueline Laurent : Mme Valois
- François L'Écuyer : Denis Filion
- Marie Michaud : Lucie Dionne
- Jordan Joseph Dalencourt : Jean-Noël Filion
- Liesse Ndabirabe : Fleurange Filion
- Soraïya Sanon : Rebecca Filion
- Andrée Lachapelle : Agathe Filion
- Jean-Pierre Chartrand : Eugène Fillion
- Sophie Paradis : Manon Lesage
- Pierre-Alexandre Fortin : Alex Trépanier
- Elliot Paradis-Jean : Benjamin Trépanier-Lesage
- Catherine Proulx-Lemay : Claire Pilon
- Alexandra Sicar : Sarah Pilon
- Aurélia Arandi Longpré : Justine Pilon
- Élizabeth Chouvalidzé : Janette Cadorette & Janine Cadorette
- Brigitte Lafleur : Nadia Bouchard
- Jean-Dominic Leduc : Dominic Bouchard
- Julie Roussel : Catherine Guimond
- Widemir Normil : Joseph Béraud
- Éveline Gélinas : Charlène Lavigne (Les Westerners)
- Olivier Aubin : Éric Simoneau
- Caroline Dardenne : Jessica Desbiens
- Patrick Martin : Julien Deslandes
- Vincent Bilodeau : Richard St-Maurice
- Susie Almgren : Myriam Parker
- Catherine Dorion : Caroline St-Maurice
- Marie Tifo : Lorraine Dubé
- Evelyne Rompré : Gabrielle Toupin
- Simon Fréchette-Daoust : Jonathan Cinq-Mars
- Louis-David Morasse : Jérôme Larrivée
- Martin Héroux : Gaspard Gauthier
- Olivier Lecuyer : Sean Fraser
- Bruno Verdoni : Sullivan
- Éloi Archambaudoin : Édouard Morin
- Guillaume Champoux : Sébastien Dugas
- Stéphan Côté : Christian Malouin
- Normand Lévesque : Carl Péloquin
- Michel Poirier : Antoine Blondin
- Marie-Ève Larivière : Chloée
- Sharlène Royer : Brenda Johnson
- Pierre Verville : Charles Morin
- Marie-Ève Milot : Audrey
- Maxime Tremblay : Marc-Andre
- Maxime Morin : Liddia Anderson (2003) et Éloise Bourgeois
- Marc-François Blondin : Guillaume Nadeau
- Émilie Bibeau : Shirley
- Jean Petitclerc : Benoît Giguère
- Venelina Ghiaourov : Sofia Milovanska
- Patricia Ubeda : Vanessa
- Valérie Descheneaux : Anabelle Roy
- Myriam Poirier : Tania Mainville, la femme de Tom (saison 15)
- Marc St-Martin : Victor Beauchamps
- Hynda Benabdallah : Amina Zahi
- Marie-Ève Beauregard : Maryline Lavoie-Tourangeau
- Thomas Brassard : Loïc Simard
- Martin Laroche : David Simard
- Steve Gagnon : Elliot Dumas
- Agathe Lanctôt : Nancy
- Claudelle Dumontier : Rafaël
- Stéphanie M. Germain : Karine Vézina
- Iannicko N'Doua-Légaré : Charles-Étienne St-Pierre
- Xavier Huard : Steve Duval Jr.
- Pauline Martin : Marie Pelland
- Amélie B Simard : Joannie Lapointe
- Edgar Fruitier : Albert Fréchette
- Lynda Johnson : Maryse Lemieux (4 et demi)
- Alain Zouvi : Dr Pascal Constantin (4 et demi)
- Carl Béchard : Dr Étienne Raymond (4 et demi)
- Robert Brouillette : Dr Louis Martineau (4 et demi)
- Isabelle Brossard : Isabelle Dupré (4 et demi)
- Nicole Leblanc : Paméla Lalonde (4 et demi)
- Geoffrey Gaquère : Louis Mertens
- Myriam De Verger : Ghetty Dorsainville
- Tobie : Caboose Junior (le chien noir)
- Carla Turcotte : Alice, la fille de George et Charlene
- Ève Gadouas : Stéphanie Daigle
- Claude Lemieux : Claude Marcoux

## Fiche technique
- Auteurs : Sylvie Lussier et Pierre Poirier
- Directeur, Émissions dramatiques et longs métrages : André Béraud
- Chefs de contenu : Carole Desjardins, Mario Deschamps
- Chefs de l'administration : Roselyne Slythe, Diane Dubé
- Responsable de la logistique : Michelle Lazure-Moreau
- Réalisateurs-coordonnateurs : Anne Senécal, André Raymond
- Assistantes à la coordination : Mireille Bienvenu, Line Maisonneuve, Hélène Fleury
- Réalisateurs : Régent Bourque, Yves Mathieu, André Raymond, Catherine Vachon, Stéphane Binet, Anne Senécal
- Assistantes à la réalisation : Danielle Grégoire, Solange Lachance, Francine Laprotte, Marie-Noëlle Descôteaux, Hélène Fleury
- Assistants à la production : Brigitte Bugeaud, Joël Tremblay, Véronique O'Reilly

## Épisodes

### Première saison (2003)
| Numéro épisode | Titre de l’épisode  | Date de diffusion originale (2003) | Heure                   | Cotes d'écoute (en téléspectateurs) | Classement soirée | Classement semaine |
| -------------- | ------------------- | ---------------------------------- | ----------------------- | ----------------------------------- | ----------------- | ------------------ |
| 1              | Le test… amant      | Lundi 6 janvier 2003               | 20 h HE / 21 h HA       | 1 164 000                           | 2                 | 4                  |
| 2              | Bar aux peines      | Lundi 6 janvier 2003               | 21 h HE / 22 h HA       | 1 062 000                           | 4                 | 8                  |
| 3              | Quelle punaise!     | Lundi 13 janvier 2003              | 20 h HE / 21 h HA       | 1 095 000                           | 1                 | 5                  |
| 4              | Sexe et conférence  | Lundi 20 janvier 2003              | 20 h HE / 21 h HA       | 1 143 000                           | 2                 | 7                  |
| 5              | Scoop Bidou         | Lundi 27 janvier 2003              | 20 h HE / 21 h HA       | 1 149 000                           | 2                 | 5                  |
| 6              | Fugue si mineure    | Lundi 3 février 2003               | 20 h HE / 21 h HA       | 1 085 000                           | 2                 | 5                  |
| 7              | Méchant pot-pourri! | Lundi 10 février 2003              | 20 h HE / 21 h HA       | 1 052 000                           | 2                 | 12                 |
| 8              | Vie privée.com      | Lundi 17 février 2003              | 20 h HE / 21 h HA       | 975 000                             | 4                 | 12                 |
| 9              | Oh Mamy Blues!      | Lundi 24 février 2003              | 20 h HE / 21 h HA       | 989 000                             | 3                 | 12                 |
| 10             | Déprime en prime    | Lundi 3 mars 2003                  | 20 h HE / 21 h HA       | 977 000                             | 3                 | 12                 |
| 11             | Jeux interdits      | Lundi 10 mars 2003                 | 20 h HE / 21 h HA       | 974 000                             | 4                 | 12                 |
| 12             | Samba de l’amour    | Lundi 24 mars 2003                 | 20 h HE / 21 h HA       | 987 000                             | 5                 | 15                 |
| 13             | De père en fils     | Lundi 7 avril 2003                 | 20 h HE / 21 h HA       | 952 000                             | 2                 | 10                 |
| 14             | Qui père gagne      | Lundi 21 avril 2003                | 20 h HE / 21 h HA       | 949 000                             | 2                 | 9                  |
| 15             | Vidéo truffé        | Lundi 21 avril 2003                | 21 h 00 HE / 22 h 00 HA | 1 070 000                           | 1                 | 5                  |

### Deuxième saison (2003-2004)
| Numéro épisode | Titre de l’épisode       | Date de diffusion originale (2003-2004) | Heure                   | Cotes d'écoute (en téléspectateurs) | Classement soirée | Classement semaine |
| -------------- | ------------------------ | --------------------------------------- | ----------------------- | ----------------------------------- | ----------------- | ------------------ |
| 1 (16)         | Amateur de jalousie      | Lundi 1er septembre 2003                | 20 h 00 HE / 21 h 00 HA | N/D                                 | N/D               | N/D                |
| 2 (17)         | Mœurs et Mystères        | Lundi 8 septembre 2003                  | 20 h 00 HE / 21 h 00 HA | N/D                                 | N/D               | N/D                |
| 3 (18)         | Samba du cœur            | Lundi 15 septembre 2003                 | 20 h 00 HE / 21 h 00 HA | 793 000                             | 2                 | 8                  |
| 4 (19)         | Atout prendre            | Lundi 22 septembre 2003                 | 20 h 00 HE / 21 h 00 HA | N/D                                 | N/D               | N/D                |
| 5 (20)         | Bonnes Nouvelles Orléans | Lundi 29 septembre 2003                 | 20 h 00 HE / 21 h 00 HA | 768 000                             | 5                 | 17                 |
| 6 (21)         | Esprit que t’es voyant   | Lundi 6 octobre 2003                    | 20 h 00 HE / 21 h 00 HA | N/D                                 | N/D               | N/D                |
| 7 (22)         | Trouble-fête             | Lundi 13 octobre 2003                   | 20 h 00 HE / 21 h 00 HA | N/D                                 | N/D               | N/D                |
| 8 (23)         | D’amour et de jalousie   | Lundi 20 octobre 2003                   | 20 h 00 HE / 21 h 00 HA | N/D                                 | N/D               | N/D                |
| 9 (24)         | Ailleurs le scalper      | Lundi 27 octobre 2003                   | 20 h 00 HE / 21 h 00 HA | N/D                                 | N/D               | N/D                |
| 10 (25)        | J’ai le tract            | Lundi 3 novembre 2003                   | 20 h 00 HE / 21 h 00 HA | N/D                                 | N/D               | N/D                |
| 11 (26)        | « Mannequin toé! »       | Lundi 10 novembre 2003                  | 20 h 00 HE / 21 h 00 HA | N/D                                 | N/D               | N/D                |
| 12 (27)        | C’est une farce          | Lundi 17 novembre 2003                  | 20 h 00 HE / 21 h 00 HA | 713 000                             | 6                 | 19                 |
| 13 (28)        | C’est si dur séduire     | Lundi 24 novembre 2003                  | 20 h 00 HE / 21 h 00 HA | 759 000                             | 4                 | 14                 |
| 14 (29)        | C’est pas de la tarte    | Lundi 1er décembre 2003                 | 20 h 00 HE / 21 h 00 HA | N/D                                 | N/D               | N/D                |
| 15 (30)        | Et si je me plante?      | Lundi 12 janvier 2004                   | 20 h 00 HE / 21 h 00 HA | N/D                                 | N/D               | N/D                |
| 16 (31)        | Vieux motard que jamais  | Lundi 19 janvier 2004                   | 20 h 00 HE / 21 h 00 HA | N/D                                 | N/D               | N/D                |
| 17 (32)        | Autorisation d’aimer     | Lundi 26 janvier 2004                   | 20 h 00 HE / 21 h 00 HA | N/D                                 | N/D               | N/D                |
| 18 (33)        | Famille siliconée        | Lundi 2 février 2004                    | 20 h 00 HE / 21 h 00 HA | N/D                                 | N/D               | N/D                |
| 19 (34)        | SPM Rodéo                | Lundi 9 février 2004                    | 20 h 00 HE / 21 h 00 HA | N/D                                 | N/D               | N/D                |
| 20 (35)        | De la noce au divorce    | Lundi 16 février 2004                   | 20 h 00 HE / 21 h 00 HA | N/D                                 | N/D               | N/D                |
| 21 (36)        | Bonne journée            | Lundi 23 février 2004                   | 20 h 00 HE / 21 h 00 HA | N/D                                 | N/D               | N/D                |
| 22 (37)        | Famille connexion        | Lundi 1er mars 2004                     | 20 h 00 HE / 21 h 00 HA | N/D                                 | N/D               | N/D                |
| 23 (38)        | S.O.S. tendresse         | Lundi 8 mars 2004                       | 20 h 00 HE / 21 h 00 HA | N/D                                 | N/D               | N/D                |
| 24 (39)        | Maître et Maîtresse      | Lundi 15 mars 2004                      | 20 h 00 HE / 21 h 00 HA | N/D                                 | N/D               | N/D                |
| 25 (40)        | La Grande Virée          | Lundi 22 mars 2004                      | 20 h 00 HE / 21 h 00 HA | N/D                                 | N/D               | N/D                |
| 26 (41)        | Pitié                    | Lundi 29 mars 2004                      | 20 h 00 HE / 21 h 00 HA | N/D                                 | N/D               | N/D                |
| 27 (42)        | Aventure tumultueuse     | Lundi 5 avril 2004                      | 20 h 00 HE / 21 h 00 HA | 720 000                             | 6                 | 14                 |
| 28 (43)        | Une fête en or           | Lundi 12 avril 2004                     | 19 h 00 HE / 20 h 00 HA | 635 000                             | 6                 | 18                 |
| 29 (44)        | Ma blonde m’aime         | Lundi 12 avril 2004                     | 20 h 00 HE / 21 h 00 HA | 816 000                             | 4                 | 11                 |

### Troisième saison (2004-2005)
| Numéro épisode | Titre original                        | Date de diffusion originale (2004-2005) | Heure                   | Cotes d'écoute (en téléspectateurs) | Classement soirée | Classement semaine |
| -------------- | ------------------------------------- | --------------------------------------- | ----------------------- | ----------------------------------- | ----------------- | ------------------ |
| 1 (45)         | Le Coffre est fort                    | Lundi 20 septembre 2004                 | 20 h 00 HE / 21 h 00 HA | N/D                                 | N/D               | N/D                |
| 2 (46)         | La Cassette secrète                   | Lundi 27 septembre 2004                 | 20 h 00 HE / 21 h 00 HA | N/D                                 | N/D               | N/D                |
| 3 (47)         | Rénovations amoureuses                | Lundi 4 octobre 2004                    | 20 h 00 HE / 21 h 00 HA | N/D                                 | N/D               | N/D                |
| 4 (48)         | Face à face                           | Lundi 11 octobre 2004                   | 20 h 00 HE / 21 h 00 HA | N/D                                 | N/D               | N/D                |
| 5 (49)         | Un, deux, un… tango                   | Lundi 18 octobre 2004                   | 20 h 00 HE / 21 h 00 HA | N/D                                 | N/D               | N/D                |
| 6 (50)         | Qu’est-ce qui se passe?               | Lundi 25 octobre 2004                   | 20 h 00 HE / 21 h 00 HA | N/D                                 | N/D               | N/D                |
| 7 (51)         | Mono… quoi?                           | Lundi 1er novembre 2004                 | 20 h 00 HE / 21 h 00 HA | N/D                                 | N/D               | N/D                |
| 8 (52)         | Désir jaloux                          | Lundi 8 novembre 2004                   | 20 h 00 HE / 21 h 00 HA | N/D                                 | N/D               | N/D                |
| 9 (53)         | Feydeau Do                            | Lundi 15 novembre 2004                  | 20 h 00 HE / 21 h 00 HA | N/D                                 | N/D               | N/D                |
| 10 (54)        | Mauvaises surprises                   | Lundi 22 novembre 2004                  | 20 h 00 HE / 21 h 00 HA | N/D                                 | N/D               | N/D                |
| 11 (55)        | Pas de peaux blêmes                   | Lundi 29 novembre 2004                  | 20 h 00 HE / 21 h 00 HA | N/D                                 | N/D               | N/D                |
| 12 (56)        | Qu’est-ce qu’on boa?                  | Lundi 6 décembre 2004                   | 20 h 00 HE / 21 h 00 HA | 810 000                             | 4                 | 20                 |
| 13 (57)        | Infirmières à domicile                | Lundi 3 janvier 2005                    | 20 h 00 HE / 21 h 00 HA | N/D                                 | N/D               | N/D                |
| 14 (58)        | Tout un Shock!                        | Lundi 10 janvier 2005                   | 20 h 00 HE / 21 h 00 HA | N/D                                 | N/D               | N/D                |
| 15 (59)        | C'est Superman! (Maîtresses… décolle) | Lundi 17 janvier 2005                   | 20 h 00 HE / 21 h 00 HA | N/D                                 | N/D               | N/D                |
| 16 (60)        | CD bile!                              | Lundi 24 janvier 2005                   | 20 h 00 HE / 21 h 00 HA | 1 133 000                           | 4                 | 14                 |
| 17 (61)        | Couples couplés                       | Lundi 31 janvier 2005                   | 20 h 00 HE / 21 h 00 HA | 1 036 000                           | 4                 | 16                 |
| 18 (62)        | Sexe, drogue et vidéo                 | Lundi 7 février 2005                    | 20 h 00 HE / 21 h 00 HA | 1 110 000                           | 4                 | 17                 |
| 19 (63)        | Triste piquette                       | Lundi 14 février 2005                   | 20 h 00 HE / 21 h 00 HA | N/D                                 | N/D               | N/D                |
| 20 (64)        | Seigneur! Mon anneau!                 | Lundi 21 février 2005                   | 20 h 00 HE / 21 h 00 HA | N/D                                 | N/D               | N/D                |
| 21 (65)        | La toux du cœur                       | Lundi 28 février 2005                   | 20 h 00 HE / 21 h 00 HA | 988 000                             | 4                 | 17.                |
| 22 (66)        | Aveu tout faire                       | Lundi 7 mars 2005                       | 20 h 00 HE / 21 h 00 HA | 939 000                             | 4                 | 19                 |
| 23 (67)        | Ça passe ou ça casse                  | Lundi 14 mars 2005                      | 20 h 00 HE / 21 h 00 HA | N/D                                 | N/D               | N/D                |
| 24 (68)        | L’arroseur arrosé                     | Lundi 21 mars 2005                      | 20 h 00 HE / 21 h 00 HA | 1 144 000                           | 2                 | 12                 |
| 25 (69)        | Les deux font le père                 | Lundi 28 mars 2005                      | 20 h 00 HE / 21 h 00 HA | 1 200 000                           | 4                 | 11                 |
| 26 (70)        | Noce triangulaire                     | Lundi 4 avril 2005                      | 20 h 00 HE / 21 h 00 HA | 1 026 000                           | 3                 | 13                 |

### Quatrième saison (2005-2006)
- Les données des cotes d'écoute ne sont pas disponibles pour la 4e saison.

| Numéro épisode | Titre de l’épisode   | Date de diffusion originale (2005-2006) | Heure                   |
| -------------- | -------------------- | --------------------------------------- | ----------------------- |
| 1 (71)         | La débandade         | Lundi 12 septembre 2005                 | 20 h 00 HE / 21 h 00 HA |
| 2 (72)         | Diplôme amour-études | Lundi 19 septembre 2005                 | 20 h 00 HE / 21 h 00 HA |
| 3 (73)         | Sympa… Tics          | Lundi 26 septembre 2005                 | 20 h 00 HE / 21 h 00 HA |
| 4 (74)         | Déses… père          | Lundi 3 octobre 2005                    | 20 h 00 HE / 21 h 00 HA |
| 5 (75)         | A, AB, O ou bébé     | Lundi 10 octobre 2005                   | 20 h 00 HE / 21 h 00 HA |
| 6 (76)         | Un père et manque    | Lundi 17 octobre 2005                   | 20 h 00 HE / 21 h 00 HA |
| 7 (77)         | Retour et départ     | Lundi 24 octobre 2005                   | 20 h 00 HE / 21 h 00 HA |
| 8 (78)         | Pirate en folie      | Lundi 31 octobre 2005                   | 20 h 00 HE / 21 h 00 HA |
| 9 (79)         | Ça roche et roule    | Lundi 7 novembre 2005                   | 20 h 00 HE / 21 h 00 HA |
| 10 (80)        | Mère d’alors!        | Lundi 14 novembre 2005                  | 20 h 00 HE / 21 h 00 HA |
| 11 (81)        | Bal de tête          | Lundi 21 novembre 2005                  | 20 h 00 HE / 21 h 00 HA |
| 12 (82)        | Es-tu malade?        | Lundi 28 novembre 2005                  | 20 h 00 HE / 21 h 00 HA |
| 13 (83)        | Came toi!            | Lundi 5 décembre 2005                   | 20 h 00 HE / 21 h 00 HA |
| 14 (84)        | Rions en pleurs      | Lundi 2 janvier 2006                    | 20 h 00 HE / 21 h 00 HA |
| 15 (85)        | Ah! Les flammes!     | Lundi 9 janvier 2006                    | 20 h 00 HE / 21 h 00 HA |
| 16 (86)        | À tout âge           | Lundi 16 janvier 2006                   | 20 h 00 HE / 21 h 00 HA |
| 17 (87)        | Les premières fois   | Lundi 23 janvier 2006                   | 20 h 00 HE / 21 h 00 HA |
| 18 (88)        | Tout un lancement!   | Lundi 30 janvier 2006                   | 20 h 00 HE / 21 h 00 HA |
| 19 (89)        | Rêver de cauchemars  | Lundi 6 février 2006                    | 20 h 00 HE / 21 h 00 HA |
| 20 (90)        | Tireuse d’élite      | Lundi 27 février 2006                   | 20 h 00 HE / 21 h 00 HA |
| 21 (91)        | Mémoire insuffisante | Lundi 6 mars 2006                       | 20 h 00 HE / 21 h 00 HA |
| 22 (92)        | Du yoga ma sœur?     | Lundi 13 mars 2006                      | 20 h 00 HE / 21 h 00 HA |
| 23 (93)        | Argent électoral     | Lundi 20 mars 2006                      | 20 h 00 HE / 21 h 00 HA |
| 24 (94)        | Photos d’adoption    | Lundi 27 mars 2006                      | 20 h 00 HE / 21 h 00 HA |
| 25 (95)        | C’est pas d’la tarte | Lundi 3 avril 2006                      | 20 h 00 HE / 21 h 00 HA |
| 26 (96)        | Amour violent        | Lundi 10 avril 2006                     | 20 h 00 HE / 21 h 00 HA |

### Cinquième saison (2006-2007)
| Numéro épisode | Titre original           | Date de diffusion originale (2006-2007) | Heure                   | Cotes d'écoute (en téléspectateurs) | Classement soirée | Classement semaine |
| -------------- | ------------------------ | --------------------------------------- | ----------------------- | ----------------------------------- | ----------------- | ------------------ |
| 1 (97)         | Prise de cœur            | Lundi 18 septembre 2006                 | 20 h 00 HE / 21 h 00 HA | 853 000                             | 4                 | 16                 |
| 2 (98)         | Des pressions subites    | Lundi 25 septembre 2006                 | 20 h 00 HE / 21 h 00 HA | 935 000                             | 2                 | 12                 |
| 3 (99)         | Magie noire              | Lundi 2 octobre 2006                    | 20 h 00 HE / 21 h 00 HA | 870 000                             | 4                 | 14                 |
| 4 (100)        | Maman disco              | Lundi 9 octobre 2006                    | 20 h 00 HE / 21 h 00 HA | 1 010 000                           | 4                 | 9                  |
| 5 (101)        | Rupture sculpurale       | Lundi 16 octobre 2006                   | 20 h 00 HE / 21 h 00 HA | 891 000                             | 5                 | 13                 |
| 6 (102)        | L’amour ça chèvre        | Lundi 23 octobre 2006                   | 20 h 00 HE / 21 h 00 HA | 864 000                             | 4                 | 16                 |
| 7 (103)        | À vous l’honneur         | Lundi 30 octobre 2006                   | 20 h 00 HE / 21 h 00 HA | 847 000                             | 5                 | 14                 |
| 8 (104)        | Ça inaugure mal!         | Lundi 6 novembre 2006                   | 20 h 00 HE / 21 h 00 HA | 896 000                             | 5                 | 13                 |
| 9 (105)        | Mal et diction           | Lundi 13 novembre 2006                  | 20 h 00 HE / 21 h 00 HA | 898 000                             | 4                 | 12                 |
| 10 (106)       | Riche? Quelle horreur!   | Lundi 20 novembre 2006                  | 20 h 00 HE / 21 h 00 HA | 934 000                             | 4                 | 10                 |
| 11 (107)       | Arrête ton char!         | Lundi 27 novembre 2006                  | 20 h 00 HE / 21 h 00 HA | 845 000                             | 5                 | 12                 |
| 12 (108)       | Les mères à boire        | Lundi 4 décembre 2006                   | 20 h 00 HE / 21 h 00 HA | 848 000                             | 2                 | 7                  |
| 13 (109)       | Ça y est, j’craque!      | Lundi 11 décembre 2006                  | 20 h 00 HE / 21 h 00 HA | 919 000                             | 1                 | 4                  |
| 14 (110)       | Futurs mariés?           | Lundi 8 janvier 2007                    | 20 h 00 HE / 21 h 00 HA | N/D                                 | N/D               | N/D                |
| 15 (111)       | Couple de séparations    | Lundi 15 janvier 2007                   | 20 h 00 HE / 21 h 00 HA | N/D                                 | N/D               | N/D                |
| 16 (112)       | Que des bons hommes!     | Lundi 22 janvier 2007                   | 20 h 00 HE / 21 h 00 HA | 983 000                             | 3                 | 12                 |
| 17 (113)       | Collection de grossesses | Lundi 29 janvier 2007                   | 20 h 00 HE / 21 h 00 HA | N/D                                 | N/D               | N/D                |
| 18 (114)       | Collection de problèmes  | Lundi 5 février 2007                    | 20 h 00 HE / 21 h 00 HA | N/D                                 | N/D               | N/D                |
| 19 (115)       | Devant, derrière         | Lundi 12 février 2007                   | 20 h 00 HE / 21 h 00 HA | N/D                                 | N/D               | N/D                |
| 20 (116)       | La vague à l’âme         | Lundi 19 février 2007                   | 20 h 00 HE / 21 h 00 HA | N/D                                 | N/D               | N/D                |
| 21 (117)       | L’amour fait mal         | Lundi 26 février 2007                   | 20 h 00 HE / 21 h 00 HA | N/D                                 | N/D               | N/D                |
| 22 (118)       | Chef, chant, chien       | Lundi 5 mars 2007                       | 20 h 00 HE / 21 h 00 HA | N/D                                 | N/D               | N/D                |
| 23 (119)       | Les amours difficiles    | Lundi 12 mars 2007                      | 20 h 00 HE / 21 h 00 HA | N/D                                 | N/D               | N/D                |
| 24 (120)       | À la fortune du pot!     | Lundi 19 mars 2007                      | 20 h 00 HE / 21 h 00 HA | N/D                                 | N/D               | N/D                |
| 25 (121)       | En état de manque        | Lundi 2 avril 2007                      | 20 h 00 HE / 21 h 00 HA | N/D                                 | N/D               | N/D                |
| 26 (122)       | Fête pas fête, j’y vais  | Lundi 9 avril 2007                      | 20 h 00 HE / 21 h 00 HA | N/D                                 | N/D               | N/D                |

### Sixième saison (2007-2008)
- Les données des cotes d'écoute ne sont pas disponibles pour la 6e saison.

| Numéro épisode | Titre de l’épisode       | Date de diffusion originale (2007-2008) | Heure                   |
| -------------- | ------------------------ | --------------------------------------- | ----------------------- |
| 1 (123)        | Étalons-nous!            | Lundi 10 septembre 2007                 | 20 h 00 HE / 21 h 00 HA |
| 2 (124)        | Riche en émotions        | Lundi 17 septembre 2007                 | 20 h 00 HE / 21 h 00 HA |
| 3 (125)        | Triste amitié            | Lundi 24 septembre 2007                 | 20 h 00 HE / 21 h 00 HA |
| 4 (126)        | Pianissimo               | Lundi 1er octobre 2007                  | 20 h 00 HE / 21 h 00 HA |
| 5 (127)        | J’ai mon voyage!         | Lundi 8 octobre 2007                    | 20 h 00 HE / 21 h 00 HA |
| 6 (128)        | Console-moi              | Lundi 15 octobre 2007                   | 20 h 00 HE / 21 h 00 HA |
| 7 (129)        | Do Ré Mi Fa Solitude     | Lundi 22 octobre 2007                   | 20 h 00 HE / 21 h 00 HA |
| 8 (130)        | Tout n’est que théâtre   | Lundi 29 octobre 2007                   | 20 h 00 HE / 21 h 00 HA |
| 9 (131)        | Douce vengeance          | Lundi 5 novembre 2007                   | 20 h 00 HE / 21 h 00 HA |
| 10 (132)       | Ha les blondes!          | Lundi 12 novembre 2007                  | 20 h 00 HE / 21 h 00 HA |
| 11 (133)       | J’t’aime gros!           | Lundi 19 novembre 2007                  | 20 h 00 HE / 21 h 00 HA |
| 12 (134)       | Ne me quitte pas         | Lundi 26 novembre 2007                  | 20 h 00 HE / 21 h 00 HA |
| 13 (135)       | Amor, Amores             | Lundi 3 décembre 2007                   | 20 h 00 HE / 21 h 00 HA |
| 14 (136)       | Ronge ton noce           | Lundi 7 janvier 2008                    | 20 h 00 HE / 21 h 00 HA |
| 15 (137)       | C’est cassé!             | Lundi 14 janvier 2008                   | 20 h 00 HE / 21 h 00 HA |
| 16 (138)       | Pris à la Georges!       | Lundi 21 janvier 2008                   | 20 h 00 HE / 21 h 00 HA |
| 17 (139)       | A m’haï-ty? A m’aime-ty? | Lundi 28 janvier 2008                   | 20 h 00 HE / 21 h 00 HA |
| 18 (140)       | Je pars et je reviens    | Lundi 4 février 2008                    | 20 h 00 HE / 21 h 00 HA |
| 19 (141)       | On mange la claque       | Lundi 11 février 2008                   | 20 h 00 HE / 21 h 00 HA |
| 20 (142)       | Mes adoptés              | Lundi 18 février 2008                   | 20 h 00 HE / 21 h 00 HA |
| 21 (143)       | Conte sur moi            | Lundi 25 février 2008                   | 20 h 00 HE / 21 h 00 HA |
| 22 (144)       | Règlements de compte     | Lundi 3 mars 2008                       | 20 h 00 HE / 21 h 00 HA |
| 23 (145)       | Opéra… tion embauche     | Lundi 10 mars 2008                      | 20 h 00 HE / 21 h 00 HA |
| 24 (146)       | L’Afrique assez!         | Lundi 17 mars 2008                      | 20 h 00 HE / 21 h 00 HA |
| 25 (147)       | Comme sur des roulettes! | Lundi 24 mars 2008                      | 20 h 00 HE / 21 h 00 HA |
| 26 (148)       | C’est la rage… de vivre  | Lundi 31 mars 2008                      | 20 h 00 HE / 21 h 00 HA |

### Septième saison (2008-2009)
| Numéro épisode | Titre original        | Date de diffusion originale (2008-2009) | Heure                   | Cotes d'écoute (en téléspectateurs) | Classement soirée | Classement semaine |
| -------------- | --------------------- | --------------------------------------- | ----------------------- | ----------------------------------- | ----------------- | ------------------ |
| 1 (149)        | On se lance           | Lundi 8 septembre 2008                  | 20 h 00 HE / 21 h 00 HA | 1 018 000                           | 2                 | 5                  |
| 2 (150)        | Feu le couple         | Lundi 15 septembre 2008                 | 20 h 00 HE / 21 h 00 HA | 1 070 000                           | 3                 | 8                  |
| 3 (151)        | Pleure tout ton saoul | Lundi 22 septembre 2008                 | 20 h 00 HE / 21 h 00 HA | 1 087 000                           | 2                 | 7                  |
| 4 (152)        | Fausse décision       | Lundi 29 septembre 2008                 | 20 h 00 HE / 21 h 00 HA | 952 000                             | 6                 | 16                 |
| 5 (153)        | Non!                  | Lundi 6 octobre 2008                    | 20 h 00 HE / 21 h 00 HA | 1 062 000                           | 3                 | 9                  |
| 6 (154)        | Fais ta part          | Lundi 13 octobre 2008                   | 20 h 00 HE / 21 h 00 HA | N/D                                 | N/D               | N/D                |
| 7 (155)        | Des pressions         | Lundi 20 octobre 2008                   | 20 h 00 HE / 21 h 00 HA | 1 011 000                           | 4                 | 11                 |
| 8 (156)        | Passion tango         | Lundi 27 octobre 2008                   | 20 h 00 HE / 21 h 00 HA | 1 038 000                           | 5                 | 12                 |
| 9 (157)        | L’otage aux folles    | Lundi 3 novembre 2008                   | 20 h 00 HE / 21 h 00 HA | 1 034 000                           | 4                 | 11                 |
| 10 (158)       | Revenant              | Lundi 10 novembre 2008                  | 20 h 00 HE / 21 h 00 HA | 1 027 000                           | 5                 | 13                 |
| 11 (159)       | C’est manifeste       | Lundi 17 novembre 2008                  | 20 h 00 HE / 21 h 00 HA | 988 000                             | 5                 | 14                 |
| 12 (160)       | Que de surprises      | Lundi 24 novembre 2008                  | 20 h 00 HE / 21 h 00 HA | 908 000                             | 6                 | 16                 |
| 13 (161)       | J’en ai soupé         | Lundi 1er décembre 2008                 | 20 h 00 HE / 21 h 00 HA | 1 078 000                           | 3                 | 6                  |
| 14 (162)       | On s’échappe          | Lundi 5 janvier 2009                    | 20 h 00 HE / 21 h 00 HA | 1 067 000                           | 6                 | 8                  |
| 15 (163)       | T’as pas rap          | Lundi 12 janvier 2009                   | 20 h 00 HE / 21 h 00 HA | 1 146 000                           | 4                 | 5                  |
| 16 (164)       | Révélations           | Lundi 19 janvier 2009                   | 20 h 00 HE / 21 h 00 HA | 1 194 000                           | 1                 | 3                  |
| 17 (165)       | Pauvre fugue          | Lundi 26 janvier 2009                   | 20 h 00 HE / 21 h 00 HA | N/D                                 | N/D               | N/D                |
| 18 (166)       | Pères!                | Lundi 2 février 2009                    | 20 h 00 HE / 21 h 00 HA | 1 109 000                           | 3                 | 8                  |
| 19 (167)       | Party, partie, partir | Lundi 9 février 2009                    | 20 h 00 HE / 21 h 00 HA | 979 000                             | 7                 | 17                 |
| 20 (168)       | C’est prématuré       | Lundi 16 février 2009                   | 20 h 00 HE / 21 h 00 HA | 1 076 000                           | 5                 | 14                 |
| 21 (169)       | C’est la panique!     | Lundi 23 février 2009                   | 20 h 00 HE / 21 h 00 HA | 1 022 000                           | 7                 | 13                 |
| 22 (170)       | Bac à femme!          | Lundi 2 mars 2009                       | 20 h 00 HE / 21 h 00 HA | 1 050 000                           | 7                 | 11                 |
| 23 (171)       | Retrouvailles         | Lundi 9 mars 2009                       | 20 h 00 HE / 21 h 00 HA | 1 012 000                           | 5                 | 12                 |
| 24 (172)       | Deux par deux         | Lundi 16 mars 2009                      | 20 h 00 HE / 21 h 00 HA | 1 009 000                           | 5                 | 14                 |
| 25 (173)       | Moult baisers         | Lundi 23 mars 2009                      | 20 h 00 HE / 21 h 00 HA | N/D                                 | N/D               | N/D                |
| 26 (174)       | Mères d’alors         | Lundi 30 mars 2009                      | 20 h 00 HE / 21 h 00 HA | 999 000                             | 4                 | 9                  |

### Huitième saison (2009-2010)
| Numéro épisode | Titre original                   | Date de diffusion originale (2009-2010) | Heure                   | Cotes d'écoute (en téléspectateurs) | Classement soirée | Classement semaine |
| -------------- | -------------------------------- | --------------------------------------- | ----------------------- | ----------------------------------- | ----------------- | ------------------ |
| 1 (175)        | À l’amitié, mes amis!            | Lundi 14 septembre 2009                 | 20 h 00 HE / 21 h 00 HA | 1 024 000                           | 2                 | 4                  |
| 2 (176)        | On argumente                     | Lundi 21 septembre 2009                 | 20 h 00 HE / 21 h 00 HA | 1 102 000                           | 3                 | 7                  |
| 3 (177)        | Ce que femme veut…               | Lundi 28 septembre 2009                 | 20 h 00 HE / 21 h 00 HA | 1 080 000                           | 3                 | 11                 |
| 4 (178)        | Enceinte oui et non…             | Lundi 5 octobre 2009                    | 20 h 00 HE / 21 h 00 HA | 1 042 000                           | 5                 | 16                 |
| 5 (179)        | Que c’est triche!                | Lundi 12 octobre 2009                   | 20 h 00 HE / 21 h 00 HA | 1 051 000                           | 5                 | 14                 |
| 6 (180)        | Moi, si j’étais une femme…       | Lundi 19 octobre 2009                   | 20 h 00 HE / 21 h 00 HA | 993 000                             | 5                 | 15                 |
| 7 (181)        | La vie est trop courte           | Lundi 26 octobre 2009                   | 20 h 00 HE / 21 h 00 HA | 923 000                             | 7                 | 21                 |
| 8 (182)        | De retour? Tu pars!              | Lundi 2 novembre 2009                   | 20 h 00 HE / 21 h 00 HA | 1 005 000                           | 5                 | 17                 |
| 9 (183)        | La liste noire                   | Lundi 9 novembre 2009                   | 20 h 00 HE / 21 h 00 HA | 1 008 000                           | 6                 | 16                 |
| 10 (184)       | Pas ou pro créer?                | Lundi 16 novembre 2009                  | 20 h 00 HE / 21 h 00 HA | 1 085 000                           | 5                 | 15                 |
| 11 (185)       | Ça remue ménage!                 | Lundi 23 novembre 2009                  | 20 h 00 HE / 21 h 00 HA | 1 000 000                           | 6                 | 16                 |
| 12 (186)       | Mari, père, chum                 | Lundi 30 novembre 2009                  | 20 h 00 HE / 21 h 00 HA | 1 057 000                           | 4                 | 14                 |
| 13 (187)       | Quand le clown est triste…       | Lundi 7 décembre 2009                   | 20 h 00 HE / 21 h 00 HA | 886 000                             | 5                 | 9                  |
| 14 (188)       | Tout est sous contrôle           | Lundi 4 janvier 2010                    | 20 h 00 HE / 21 h 00 HA | 937 000                             | 9                 | 19                 |
| 15 (189)       | Qui veut la place?               | Lundi 11 janvier 2010                   | 20 h 00 HE / 21 h 00 HA | 1 101 000                           | 4                 | 10                 |
| 16 (190)       | Séduire en erreur                | Lundi 18 janvier 2010                   | 20 h 00 HE / 21 h 00 HA | 1 008 000                           | 5                 | 13                 |
| 17 (191)       | La vie au noir                   | Lundi 25 janvier 2010                   | 20 h 00 HE / 21 h 00 HA | 1 039 000                           | 5                 | 14                 |
| 18 (192)       | Ç’a pas de bon sang!             | Lundi 1er février 2010                  | 20 h 00 HE / 21 h 00 HA | 1 024 000                           | 6                 | 12                 |
| 19 (193)       | Je communique donc je suis       | Lundi 8 février 2010                    | 20 h 00 HE / 21 h 00 HA | 1 066 000                           | 4                 | 10                 |
| 20 (194)       | C’est absurde!                   | Lundi 15 février 2010                   | 20 h 00 HE / 21 h 00 HA | 866 000                             | 5                 | 15                 |
| 21 (195)       | Commentaires-chocs               | Lundi 22 février 2010                   | 20 h 00 HE / 21 h 00 HA | 1 023 000                           | 4                 | 6                  |
| 22 (196)       | Folie victorienne                | Lundi 1er mars 2010                     | 20 h 00 HE / 21 h 00 HA | 977 000                             | 6                 | 12                 |
| 23 (197)       | Au sud? Au nord? Et quoi encore? | Lundi 8 mars 2010                       | 20 h 00 HE / 21 h 00 HA | 949 000                             | 6                 | 16                 |
| 24 (198)       | Première!                        | Lundi 15 mars 2010                      | 20 h 00 HE / 21 h 00 HA | 992 000                             | 4                 | 12                 |
| 25 (199)       | Tu veux l’emploi?                | Lundi 22 mars 2010                      | 20 h 00 HE / 21 h 00 HA | 946 000                             | 5                 | 14                 |
| 26 (200)       | Lèvres doublées                  | Lundi 29 mars 2010                      | 20 h 00 HE / 21 h 00 HA | 935 000                             | 6                 | 8                  |

### Neuvième saison (2010-2011)
| Numéro épisode | Titre original                       | Date de diffusion originale (2010-2011) | Heure                   | Cotes d'écoute (en téléspectateurs) | Classement soirée | Classement semaine |
| -------------- | ------------------------------------ | --------------------------------------- | ----------------------- | ----------------------------------- | ----------------- | ------------------ |
| 1 (201)        | Triangle des hormones                | Lundi 13 septembre 2010                 | 20 h 00 HE / 21 h 00 HA | 949 000                             | 2                 | 6                  |
| 2 (202)        | Pas marrant se marier                | Lundi 20 septembre 2010                 | 20 h 00 HE / 21 h 00 HA | 943 000                             | 3                 | 8                  |
| 3 (203)        | Le feu est mort!                     | Lundi 27 septembre 2010                 | 20 h 00 HE / 21 h 00 HA | 814 000                             | 8                 | 25                 |
| 4 (204)        | T’as la cote!                        | Lundi 4 octobre 2010                    | 20 h 00 HE / 21 h 00 HA | 1 001 000                           | 4                 | 12                 |
| 5 (205)        | S.O.S. papa                          | Lundi 11 octobre 2010                   | 20 h 00 HE / 21 h 00 HA | 870 000                             | 6                 | 19                 |
| 6 (206)        | Swing la compagnie                   | Lundi 18 octobre 2010                   | 20 h 00 HE / 21 h 00 HA | 886 000                             | 7                 | 19                 |
| 7 (207)        | Une cuillerée de troubles            | Lundi 25 octobre 2010                   | 20 h 00 HE / 21 h 00 HA | 749 000                             | N/D               | N/D                |
| 8 (208)        | Mon enfant de…                       | Lundi 1er novembre 2010                 | 20 h 00 HE / 21 h 00 HA | 893 000                             | 8                 | 19                 |
| 9 (209)        | L’associé dissocié                   | Lundi 8 novembre 2010                   | 20 h 00 HE / 21 h 00 HA | 900 000                             | 8                 | 23                 |
| 10 (210)       | Quand tu mens c’est dément           | Lundi 15 novembre 2010                  | 20 h 00 HE / 21 h 00 HA | 907 000                             | 7                 | 23                 |
| 11 (211)       | Si la tendance…                      | Lundi 22 novembre 2010                  | 20 h 00 HE / 21 h 00 HA | N/D                                 | N/D               | N/D                |
| 12 (212)       | Coupe avortée                        | Lundi 29 novembre 2010                  | 20 h 00 HE / 21 h 00 HA | 1 027 000                           | 3                 | 11                 |
| 13 (213)       | Aménage et emménage                  | Lundi 6 décembre 2010                   | 20 h 00 HE / 21 h 00 HA | 932 000                             | 4                 | 7                  |
| 14 (214)       | En harmonie                          | Lundi 3 janvier 2011                    | 20 h 00 HE / 21 h 00 HA | 912 000                             | 4                 | 15                 |
| 15 (215)       | Tromperie                            | Lundi 10 janvier 2011                   | 20 h 00 HE / 21 h 00 HA | 968 000                             | 7                 | 13                 |
| 16 (216)       | Fausse blonde, vraie maîtresse       | Lundi 17 janvier 2011                   | 20 h 00 HE / 21 h 00 HA | 897 000                             | 7                 | 18                 |
| 17 (217)       | Saouls associés                      | Lundi 24 janvier 2011                   | 20 h 00 HE / 21 h 00 HA | 953 000                             | 5                 | 15                 |
| 18 (218)       | L’argent fait la force               | Lundi 31 janvier 2011                   | 20 h 00 HE / 21 h 00 HA | 841 000                             | 8                 | 20                 |
| 19 (219)       | Joue bien tes cartes                 | Lundi 7 février 2011                    | 20 h 00 HE / 21 h 00 HA | 848 000                             | 7                 | 22                 |
| 20 (220)       | Stress en détresse                   | Lundi 14 février 2011                   | 20 h 00 HE / 21 h 00 HA | 816 000                             | 8                 | 22                 |
| 21 (221)       | Les filles, les femmes, les blondes… | Lundi 21 février 2011                   | 20 h 00 HE / 21 h 00 HA | 910 000                             | 5                 | 20                 |
| 22 (222)       | As-tu du temps?                      | Lundi 28 février 2011                   | 20 h 00 HE / 21 h 00 HA | 943 000                             | 5                 | 15                 |
| 23 (223)       | Y’a des jours de peine               | Lundi 7 mars 2011                       | 20 h 00 HE / 21 h 00 HA | 873 000                             | 6                 | 17                 |
| 24 (224)       | Funérailler                          | Lundi 14 mars 2011                      | 20 h 00 HE / 21 h 00 HA | 843 000                             | 6                 | 19                 |
| 25 (225)       | Coma ça va?                          | Lundi 21 mars 2011                      | 20 h 00 HE / 21 h 00 HA | 832 000                             | 5                 | 19                 |
| 26 (226)       | Si c’est ça que tu veux              | Lundi 28 mars 2011                      | 20 h 00 HE / 21 h 00 HA | 861 000                             | 4                 | 15                 |

### Dixième saison (2011-2012)
| Numéro épisode | Titre original                    | Date de diffusion originale (2011-2012) | Heure                   | Cotes d'écoute (en téléspectateurs) | Classement soirée | Classement semaine |
| -------------- | --------------------------------- | --------------------------------------- | ----------------------- | ----------------------------------- | ----------------- | ------------------ |
| 1 (227)        | Tout le monde s’aime?             | Lundi 12 septembre 2011                 | 20 h 00 HE / 21 h 00 HA | 726 000                             | 7                 | 23                 |
| 2 (228)        | De nature sauvage                 | Lundi 19 septembre 2011                 | 20 h 00 HE / 21 h 00 HA | 766 000                             | 6                 | 17                 |
| 3 (229)        | Ça dragonne!                      | Lundi 26 septembre 2011                 | 20 h 00 HE / 21 h 00 HA | 789 000                             | 5                 | 19                 |
| 4 (230)        | Battre et débattre                | Lundi 3 octobre 2011                    | 20 h 00 HE / 21 h 00 HA | 796 000                             | 5                 | 18                 |
| 5 (231)        | Ça dérapt!                        | Lundi 10 octobre 2011                   | 20 h 00 HE / 21 h 00 HA | 907 000                             | 5                 | 17                 |
| 6 (232)        | Tu as dit… plôme                  | Lundi 17 octobre 2011                   | 20 h 00 HE / 21 h 00 HA | 900 000                             | 5                 | 17                 |
| 7 (233)        | C’est ça la salsa!                | Lundi 24 octobre 2011                   | 20 h 00 HE / 21 h 00 HA | 879 000                             | 5                 | 18                 |
| 8 (234)        | Ça m’a chalet                     | Lundi 31 octobre 2011                   | 20 h 00 HE / 21 h 00 HA | 880 000                             | 5                 | 17                 |
| 9 (235)        | La dernière chance                | Lundi 7 novembre 2011                   | 20 h 00 HE / 21 h 00 HA | 974 000                             | 5                 | 16                 |
| 10 (236)       | Le retour du SuperNul             | Lundi 14 novembre 2011                  | 20 h 00 HE / 21 h 00 HA | 860 000                             | 5                 | 17                 |
| 11 (237)       | Un goût à mère                    | Lundi 21 novembre 2011                  | 20 h 00 HE / 21 h 00 HA | 870 000                             | 4                 | 16                 |
| 12 (238)       | Mi casa es su casa!               | Lundi 28 novembre 2011                  | 20 h 00 HE / 21 h 00 HA | 959 000                             | 3                 | 14                 |
| 13 (239)       | Retours!                          | Lundi 5 décembre 2011                   | 20 h 00 HE / 21 h 00 HA | N/D                                 | N/D               | N/D                |
| 14 (7000)      | L’auberge du chien noir fête Noël | Lundi 12 décembre 2011                  | 20 h 00 HE / 21 h 00 HA | 984 000                             | 1                 | 3                  |
| 15 (240)       | C’est la faute aux photos         | Lundi 9 janvier 2012                    | 20 h 00 HE / 21 h 00 HA | 940 000                             | 5                 | 13                 |
| 16 (241)       | Tu vas te faire cuisiner          | Lundi 16 janvier 2012                   | 20 h 00 HE / 21 h 00 HA | 933 000                             | 4                 | 10                 |
| 17 (242)       | Trop amoureuse                    | Lundi 23 janvier 2012                   | 20 h 00 HE / 21 h 00 HA | 859 000                             | 6                 | 17                 |
| 18 (243)       | Une rupture, deux accouchements   | Lundi 30 janvier 2012                   | 20 h 00 HE / 21 h 00 HA | 888 000                             | 5                 | 16                 |
| 19 (244)       | As-tu dit Catherine?              | Lundi 6 février 2012                    | 20 h 00 HE / 21 h 00 HA | 891 000                             | 4                 | 14                 |
| 20 (245)       | L’hypnose de la première          | Lundi 13 février 2012                   | 20 h 00 HE / 21 h 00 HA | 796 000                             | 6                 | 21                 |
| 21 (246)       | Greffe d’amitié                   | Lundi 20 février 2012                   | 20 h 00 HE / 21 h 00 HA | 938 000                             | 4                 | 11                 |
| 22 (247)       | Mais qui paye?                    | Lundi 27 février 2012                   | 20 h 00 HE / 21 h 00 HA | N/D                                 | N/D               | N/D                |
| 23 (248)       | Et qu’on s’entraide!              | Lundi 5 mars 2012                       | 20 h 00 HE / 21 h 00 HA | 854 000                             | 7                 | 22                 |
| 24 (249)       | Tu vas en manger une!             | Lundi 12 mars 2012                      | 20 h 00 HE / 21 h 00 HA | 848 000                             | 7                 | 19                 |
| 25 (250)       | Qui laisse qui?                   | Lundi 19 mars 2012                      | 20 h 00 HE / 21 h 00 HA | 884 000                             | 4                 | 15                 |
| 26 (251)       | Quitte ou double?                 | Lundi 26 mars 2012                      | 20 h 00 HE / 21 h 00 HA | 861 000                             | 4                 | 15                 |
| 27 (252)       | Contrat encastré                  | Lundi 2 avril 2012                      | 20 h 00 HE / 21 h 00 HA | 971 000                             | 2                 | 5                  |

### Onzième saison (2012-2013)
| Numéro épisode | Titre original                   | Date de diffusion originale (2012-2013) | Heure                   | Cotes d'écoute (en téléspectateurs) | Classement soirée | Classement semaine |
| -------------- | -------------------------------- | --------------------------------------- | ----------------------- | ----------------------------------- | ----------------- | ------------------ |
| 1 (253)        | Plus laide que ça… rumeur        | Lundi 10 septembre 2012                 | 20 h 00 HE / 21 h 00 HA | 811 000                             | 5                 | 12                 |
| 2 (254)        | Je te refais le portrait?        | Lundi 17 septembre 2012                 | 20 h 00 HE / 21 h 00 HA | 898 000                             | 4                 | 12                 |
| 3 (255)        | Bands de fous                    | Lundi 24 septembre 2012                 | 20 h 00 HE / 21 h 00 HA | 911 000                             | 5                 | 20                 |
| 4 (256)        | Surprise, surprise               | Lundi 1er octobre 2012                  | 20 h 00 HE / 21 h 00 HA | 833 000                             | 6                 | 21                 |
| 5 (257)        | On file la fille!                | Lundi 8 octobre 2012                    | 20 h 00 HE / 21 h 00 HA | 844 000                             | 7                 | 24                 |
| 6 (258)        | Pour le meilleur et pour le pire | Lundi 15 octobre 2012                   | 20 h 00 HE / 21 h 00 HA | 856 000                             | 6                 | 20                 |
| 7 (259)        | Pas pire papa                    | Lundi 22 octobre 2012                   | 20 h 00 HE / 21 h 00 HA | 788 000                             | 7                 | 24                 |
| 8 (260)        | Tout s’explique!                 | Lundi 29 octobre 2012                   | 20 h 00 HE / 21 h 00 HA | 801 000                             | 7                 | 23                 |
| 9 (261)        | Jour de vote                     | Lundi 5 novembre 2012                   | 20 h 00 HE / 21 h 00 HA | 878 000                             | 5                 | 19                 |
| 10 (262)       | En toile de fond…                | Lundi 12 novembre 2012                  | 20 h 00 HE / 21 h 00 HA | 853 000                             | 5                 | 18                 |
| 11 (263)       | Père plexe                       | Lundi 19 novembre 2012                  | 20 h 00 HE / 21 h 00 HA | 802 000                             | 8                 | 24                 |
| 12 (264)       | T’as fait quoi?                  | Lundi 26 novembre 2012                  | 20 h 00 HE / 21 h 00 HA | 883 000                             | 5                 | 18                 |
| 13 (265)       | Joyeuse auberge                  | Lundi 3 décembre 2012                   | 20 h 00 HE / 21 h 00 HA | 907 000                             | 3                 | 13                 |
| 14 (266)       | Journalistes cherchent argent    | Lundi 7 janvier 2013                    | 20 h 00 HE / 21 h 00 HA | 927 000                             | 4                 | 12                 |
| 15 (267)       | Retour phéromonal                | Lundi 14 janvier 2013                   | 20 h 00 HE / 21 h 00 HA | 907 000                             | 4                 | 14                 |
| 16 (268)       | Le y’able est dans cabane        | Lundi 21 janvier 2013                   | 20 h 00 HE / 21 h 00 HA | 921 000                             | 5                 | 15                 |
| 17 (269)       | Saga familiale                   | Lundi 28 janvier 2013                   | 20 h 00 HE / 21 h 00 HA | 1 008 000                           | 6                 | 11                 |
| 18 (270)       | La belle et l’air bête           | Lundi 4 février 2013                    | 20 h 00 HE / 21 h 00 HA | 990 000                             | 7                 | 14                 |
| 19 (271)       | Ma fille, mes parts, nos bébés   | Lundi 11 février 2013                   | 20 h 00 HE / 21 h 00 HA | 1 010 000                           | 7                 | 14                 |
| 20 (272)       | À quels seins se vouer?          | Lundi 18 février 2013                   | 20 h 00 HE / 21 h 00 HA | 831 000                             | 8                 | 25                 |
| 21 (273)       | En famille!                      | Lundi 25 février 2013                   | 20 h 00 HE / 21 h 00 HA | 851 000                             | 8                 | 20                 |
| 22 (274)       | Ça me fait une belle jambe       | Lundi 4 mars 2013                       | 20 h 00 HE / 21 h 00 HA | 839 000                             | 8                 | 2                  |
| 23 (275)       | Avec le temps…                   | Lundi 11 mars 2013                      | 20 h 00 HE / 21 h 00 HA | 916 000                             | 7                 | 16                 |
| 24 (276)       | Mon rêve, ton cauchemar          | Lundi 18 mars 2013                      | 20 h 00 HE / 21 h 00 HA | 799 000                             | 9                 | 25                 |
| 25 (277)       | Roman… tique                     | Lundi 25 mars 2013                      | 20 h 00 HE / 21 h 00 HA | 873 000                             | 7                 | 14                 |
| 26 (278)       | Y’a de l’Écho                    | Lundi 1er avril 2013                    | 20 h 00 HE / 21 h 00 HA | 711 000                             | 5                 | 21                 |

### Douzième saison (2013-2014)
- Note concernant les cotes d'écoute : les chiffres des cotes d'écoute fournis par BBM Canada avant le 18 novembre 2013 étaient les données dites "préliminaires" c'est-à-dire écoute en direct + écoute en différé le même jour. Depuis la semaine du 18 novembre 2013, les chiffres fournis par BBM Canada sont maintenant "confirmés", c'est-à-dire écoute en direct + écoute en différé sur 7 jours. En raison de ce changement, les cotes d'écoute peuvent donc paraître plus élevées.

| Numéro épisode | Titre original               | Date de diffusion originale (2013-2014) | Heure                   | Cotes d'écoute (en téléspectateurs) | Classement soirée | Classement semaine |
| -------------- | ---------------------------- | --------------------------------------- | ----------------------- | ----------------------------------- | ----------------- | ------------------ |
| 1 (279)        | C'est un départ              | Lundi 9 septembre 2013                  | 20 h 00 HE / 21 h 00 HA | 776 000                             | 5                 | 18                 |
| 2 (280)        | Disparu et entrevue          | Lundi 16 septembre 2013                 | 20 h 00 HE / 21 h 00 HA | 885 000                             | 5                 | 17                 |
| 3 (281)        | Dur pour les actions nerfs   | Lundi 23 septembre 2013                 | 20 h 00 HE / 21 h 00 HA | 856 000                             | 5                 | 19                 |
| 4 (282)        | L'initiation                 | Lundi 30 septembre 2013                 | 20 h 00 HE / 21 h 00 HA | 757 000                             | 8                 | 24                 |
| 5 (283)        | Ah les enfants, les enfants… | Lundi 7 octobre 2013                    | 20 h 00 HE / 21 h 00 HA | 869 000                             | 6                 | 18                 |
| 6 (284)        | Question de respect          | Lundi 14 octobre 2013                   | 20 h 00 HE / 21 h 00 HA | 956 000                             | 5                 | 15                 |
| 7 (285)        | D'où vient la menace?        | Lundi 21 octobre 2013                   | 20 h 00 HE / 21 h 00 HA | 890 000                             | 6                 | 19                 |
| 8 (286)        | Sans cœur et sans reproche   | Lundi 28 octobre 2013                   | 20 h 00 HE / 21 h 00 HA | 845 000                             | 6                 | 20                 |
| 9 (287)        | Tu joues à quoi?             | Lundi 4 novembre 2013                   | 20 h 00 HE / 21 h 00 HA | 844 000                             | 7                 | 20                 |
| 10 (288)       | Erreur sur la terreur        | Lundi 11 novembre 2013                  | 20 h 00 HE / 21 h 00 HA | 962 000                             | 5                 | 14                 |
| 11 (289)       | Retraite forcée              | Lundi 18 novembre 2013                  | 20 h 00 HE / 21 h 00 HA | 952 000                             | 6                 | 17                 |
| 12 (290)       | Ta chanson préférée?         | Lundi 25 novembre 2013                  | 20 h 00 HE / 21 h 00 HA | 1 009 000                           | 2                 | 14                 |
| 13 (291)       | Les pieds dans les plats     | Lundi 2 décembre 2013                   | 20 h 00 HE / 21 h 00 HA | 989 000                             | 1                 | 6                  |
| 14 (292)       | Réveillons-nous!             | Lundi 9 décembre 2013                   | 20 h 00 HE / 21 h 00 HA | 1 037 000                           | 1                 | 5                  |
| 15 (293)       | ADN et MBA                   | Lundi 6 janvier 2014                    | 20 h 00 HE / 21 h 00 HA | 938 000                             | 1                 | 7                  |
| 16 (294)       | À vendre!                    | Lundi 13 janvier 2014                   | 20 h 00 HE / 21 h 00 HA | 1 022 000                           | 5                 | 16                 |
| 17 (295)       | Tes quatre vérités           | Lundi 20 janvier 2014                   | 20 h 00 HE / 21 h 00 HA | 1 008 000                           | 5                 | 22                 |
| 18 (296)       | Mal'addiction                | Lundi 27 janvier 2014                   | 20 h 00 HE / 21 h 00 HA | 1 041 000                           | 5                 | 18                 |
| 19 (297)       | Entre mère et fille          | Lundi 3 février 2014                    | 20 h 00 HE / 21 h 00 HA | 953 000                             | 5                 | 21                 |
| 20 (298)       | Grincheux des noces          | Lundi 24 février 2014                   | 20 h 00 HE / 21 h 00 HA | 969 000                             | 5                 | 20                 |
| 21 (299)       | Deux enterrements            | Lundi 3 mars 2014                       | 20 h 00 HE / 21 h 00 HA | 916 000                             | 5                 | 22                 |
| 22 (300)       | Réception et déception       | Lundi 10 mars 2014                      | 20 h 00 HE / 21 h 00 HA | 976 000                             | 4                 | 18                 |
| 23 (301)       | Je me trompe-tu?             | Lundi 17 mars 2014                      | 20 h 00 HE / 21 h 00 HA | 948 000                             | 4                 | 18                 |
| 24 (302)       | Non mais… J'hallucine!       | Lundi 24 mars 2014                      | 20 h 00 HE / 21 h 00 HA | 879 000                             | 5                 | 21                 |
| 25 (303)       | Oublier ou se souvenir?      | Lundi 31 mars 2014                      | 20 h 00 HE / 21 h 00 HA | 906 000                             | 5                 | 20                 |
| 26 (304)       | Le club des ex               | Lundi 14 avril 2014                     | 20 h 00 HE / 21 h 00 HA | 987 000                             | 4                 | 7                  |

### Treizième saison (2014-2015)
| Numéro épisode | Titre original             | Date de diffusion originale (2014-2015) | Heure                   | Cotes d'écoute (en téléspectateurs) | Classement soirée | Classement semaine |
| -------------- | -------------------------- | --------------------------------------- | ----------------------- | ----------------------------------- | ----------------- | ------------------ |
| 1 (305)        | À la conquête de l'ex      | Lundi 15 septembre 2014                 | 20 h 00 HE / 21 h 00 HA | 990 000                             | 4                 | 16                 |
| 2 (306)        | Le pot aux roses           | Lundi 22 septembre 2014                 | 20 h 00 HE / 21 h 00 HA | 867 000                             | 5                 | 21                 |
| 3 (307)        | Trio d'enfer               | Lundi 29 septembre 2014                 | 20 h 00 HE / 21 h 00 HA | 902 000                             | 4                 | 18                 |
| 4 (308)        | L'homme lumière            | Lundi 6 octobre 2014                    | 20 h 00 HE / 21 h 00 HA | 1 007 000                           | 3                 | 12                 |
| 5 (309)        | On va le savoir…           | Lundi 13 octobre 2014                   | 20 h 00 HE / 21 h 00 HA | 929 000                             | 4                 | 20                 |
| 6 (310)        | Mensonge non songé         | Lundi 20 octobre 2014                   | 20 h 00 HE / 21 h 00 HA | 872 000                             | 7                 | 21                 |
| 7 (311)        | Les retours!               | Lundi 27 octobre 2014                   | 20 h 00 HE / 21 h 00 HA | 958 000                             | 3                 | 14                 |
| 8 (312)        | Ondes de choc              | Lundi 3 novembre 2014                   | 20 h 00 HE / 21 h 00 HA | 941 000                             | 3                 | 15                 |
| 9 (313)        | Quelle mouche te pique?    | Lundi 10 novembre 2014                  | 20 h 00 HE / 21 h 00 HA | 929 000                             | 4                 | 17                 |
| 10 (314)       | Comme mère                 | Lundi 17 novembre 2014                  | 20 h 00 HE / 21 h 00 HA | 922 000                             | 4                 | 19                 |
| 11 (315)       | On est si fragile          | Lundi 24 novembre 2014                  | 20 h 00 HE / 21 h 00 HA | 833 000                             | 7                 | 22                 |
| 12 (316)       | Veux-tu perdre ta chemise? | Lundi 1er décembre 2014                 | 20 h 00 HE / 21 h 00 HA | 807 000                             | 6                 | 15                 |
| 13 (317)       | Simple et pas cher         | Lundi 8 décembre 2014                   | 20 h 00 HE / 21 h 00 HA | 837 000                             | 4                 | 9                  |
| 14 (318)       | Miracle à l'auberge        | Lundi 15 décembre 2014                  | 20 h 00 HE / 21 h 00 HA | 905 000                             | 1                 | 2                  |
| 15 (319)       | Mirifique!                 | Lundi 12 janvier 2015                   | 20 h 00 HE / 21 h 00 HA | 898 000                             | 8                 | 20                 |
| 16 (320)       | Ah, ces enfants!           | Lundi 19 janvier 2015                   | 20 h 00 HE / 21 h 00 HA | 883 000                             | 9                 | 24                 |
| 17 (321)       | Le manuscrit cru           | Lundi 26 janvier 2015                   | 20 h 00 HE / 21 h 00 HA | 964 000                             | 5                 | 17                 |
| 18 (322)       | Dîner-causerie             | Lundi 2 février 2015                    | 20 h 00 HE / 21 h 00 HA | 906 000                             | 6                 | 21                 |
| 19 (323)       | Estomaqués!                | Lundi 9 février 2015                    | 20 h 00 HE / 21 h 00 HA | 918 000                             | 7                 | 22                 |
| 20 (324)       | Bonne Saint-Valentin!      | Lundi 16 février 2015                   | 20 h 00 HE / 21 h 00 HA | 929 000                             | 6                 | 19                 |
| 21 (325)       | Les anges gardiennes       | Lundi 23 février 2015                   | 20 h 00 HE / 21 h 00 HA | 947 000                             | 6                 | 18                 |
| 22 (326)       | Production de salsa        | Lundi 2 mars 2015                       | 20 h 00 HE / 21 h 00 HA | 1 022 000                           | 5                 | 17                 |
| 23 (327)       | As-tu saisi le massage?    | Lundi 9 mars 2015                       | 20 h 00 HE / 21 h 00 HA | 1 023 000                           | 4                 | 15                 |
| 24 (328)       | Qui est l'auteur?          | Lundi 16 mars 2015                      | 20 h 00 HE / 21 h 00 HA | 963 000                             | 5                 | 19                 |
| 25 (329)       | XXX                        | Lundi 23 mars 2015                      | 20 h 00 HE / 21 h 00 HA | 919 000                             | 5                 | 20                 |
| 26 (330)       | Tu vois?                   | Lundi 30 mars 2015                      | 20 h 00 HE / 21 h 00 HA | 945 000                             | 3                 | 12                 |

### Quatorzième saison (2015-2016)
| Numéro épisode | Titre original                              | Diffuseur             | Date de diffusion originale (2015-2016) | Heure                   | Cotes d'écoute (en téléspectateurs) | Classement soirée | Classement semaine |
| -------------- | ------------------------------------------- | --------------------- | --------------------------------------- | ----------------------- | ----------------------------------- | ----------------- | ------------------ |
| 1 (331)        | Ouf!                                        | ICI Radio-Canada Télé | Lundi 7 septembre 2015                  | 20 h 00 HE / 21 h 00 HA | 865 000                             | 2                 | 9                  |
| 2 (332)        | Tentante tentation                          | ICI Radio-Canada Télé | Lundi 14 septembre 2015                 | 20 h 00 HE / 21 h 00 HA | 862 000                             | 4                 | 13                 |
| 3 (333)        | 666                                         | ICI Radio-Canada Télé | Lundi 21 septembre 2015                 | 20 h 00 HE / 21 h 00 HA | 837 000                             | 4                 | 14                 |
| 4 (334)        | Les joyeux rescapés                         | ICI Radio-Canada Télé | Lundi 28 septembre 2015                 | 20 h 00 HE / 21 h 00 HA | 837 000                             | 4                 | 16                 |
| 5 (335)        | Je m'en fish                                | ICI Radio-Canada Télé | Lundi 5 octobre 2015                    | 20 h 00 HE / 21 h 00 HA | 856 000                             | 4                 | 12                 |
| 6 (336)        | Disparitions, apparitions                   | ICI Radio-Canada Télé | Lundi 12 octobre 2015                   | 20 h 00 HE / 21 h 00 HA | 870 000                             | 4                 | 14                 |
| 7 (337)        | On a une prénom                             | ICI TOU.TV            | Lundi 19 octobre 2015                   | 20 h 00 HE / 21 h 00 HA | -                                   | -                 | -                  |
| 7 (337)        | On a une prénom                             | ICI Radio-Canada Télé | Lundi 26 octobre 2015                   | 20 h 00 HE / 21 h 00 HA | 839 000                             | 5                 | 16                 |
| 8 (338)        | Inspiration paternelle / Mon enfant de…     | ICI Radio-Canada Télé | Lundi 2 novembre 2015                   | 20 h 00 HE / 21 h 00 HA | 803 000                             | 7                 | 21                 |
| 9 (339)        | Point de rupture                            | ICI Radio-Canada Télé | Lundi 9 novembre 2015                   | 20 h 00 HE / 21 h 00 HA | 750 000                             | 7                 | 24                 |
| 10 (340)       | On bluff!                                   | ICI Radio-Canada Télé | Lundi 16 novembre 2015                  | 20 h 00 HE / 21 h 00 HA | 796 000                             | 7                 | 19                 |
| 11 (341)       | Comme d'habitude                            | ICI Radio-Canada Télé | Lundi 23 novembre 2015                  | 20 h 00 HE / 21 h 00 HA | 820 000                             | 6                 | 20                 |
| 12 (342)       | La moyenne séduction                        | ICI Radio-Canada Télé | Lundi 30 novembre 2015                  | 20 h 00 HE / 21 h 00 HA | 822 000                             | 6                 | 17                 |
| 13 (343)       | Réconcilliations                            | ICI Radio-Canada Télé | Lundi 7 décembre 2015                   | 20 h 00 HE / 21 h 00 HA | 857 000                             | 2                 | 5                  |
| 14 (344)       | Les Noëls passés                            | ICI Radio-Canada Télé | Lundi 14 décembre 2015                  | 20 h 00 HE / 21 h 00 HA | 807 000                             | 2                 | 4                  |
| 15 (?)         | L'auberge du chien noir : Les grands succès | ICI Radio-Canada Télé | Lundi 21 décembre 2015                  | 20 h 00 HE / 21 h 00 HA | 735 000                             | 1                 | 1                  |
| 16 (345)       | Rassure-moi                                 | ICI Radio-Canada Télé | Lundi 11 janvier 2016                   | 20 h 00 HE / 21 h 00 HA | 883 000                             | 7                 | 22                 |
| 17 (346)       | Ça fait le niaisage!                        | ICI Radio-Canada Télé | Lundi 18 janvier 2016                   | 20 h 00 HE / 21 h 00 HA | 897 000                             | 6                 | 20                 |
| 18 (347)       | Stress et West                              | ICI Radio-Canada Télé | Lundi 25 janvier 2016                   | 20 h 00 HE / 21 h 00 HA | 894 000                             | 6                 | 19                 |
| 19 (348)       | Jalousie rétrospective                      | ICI Radio-Canada Télé | Lundi 1er février 2016                  | 20 h 00 HE / 21 h 00 HA | 867 000                             | 6                 | 21                 |
| 20 (349)       | Ça «fille» pas?                             | ICI Radio-Canada Télé | Lundi 8 février 2016                    | 20 h 00 HE / 21 h 00 HA | 902 000                             | 5                 | 21                 |
| 21 (350)       | Viens te réfugier                           | ICI Radio-Canada Télé | Lundi 15 février 2016                   | 20 h 00 HE / 21 h 00 HA | 903 000                             | 4                 | 18                 |
| 22 (351)       | Que sont nos mères devenues?                | ICI Radio-Canada Télé | Lundi 22 février 2016                   | 20 h 00 HE / 21 h 00 HA | 818 000                             | 8                 | 25                 |
| 23 (352)       | Coca Yoga                                   | ICI Radio-Canada Télé | Lundi 29 février 2016                   | 20 h 00 HE / 21 h 00 HA | 865 000                             | 6                 | 21                 |
| 24 (353)       | Sœur tendresse                              | ICI Radio-Canada Télé | Lundi 7 mars 2016                       | 20 h 00 HE / 21 h 00 HA | 900 000                             | 5                 | 19                 |
| 25 (354)       | C'est toi?                                  | ICI Radio-Canada Télé | Lundi 14 mars 2016                      | 20 h 00 HE / 21 h 00 HA | 873 000                             | 6                 | 18                 |
| 26 (355)       | Nouvelles venues                            | ICI Radio-Canada Télé | Lundi 21 mars 2016                      | 20 h 00 HE / 21 h 00 HA | 852 000                             | 4                 | 17                 |
| 27 (356)       | Le bal est dans ton camp                    | ICI Radio-Canada Télé | Lundi 28 mars 2016                      | 20 h 00 HE / 21 h 00 HA | 920 000                             | 4                 | 17                 |

### Quinzième saison (2016-2017)
| Numéro épisode | Titre original                                  | Diffuseur             | Date de diffusion originale (2015-2016) | Heure             | Cotes d'écoute (en téléspectateurs) | Classement soirée | Classement semaine |
| -------------- | ----------------------------------------------- | --------------------- | --------------------------------------- | ----------------- | ----------------------------------- | ----------------- | ------------------ |
| 1 (357)        | Respecter l'inspecté                            | ICI TOU.TV            | Mardi 23 août 2016                      | -                 | -                                   | -                 | -                  |
| 1 (357)        | Respecter l'inspecté                            | ICI Radio-Canada Télé | Lundi 12 septembre 2016                 | 20 h HE / 21 h HA | 785 000                             | 7                 | 22                 |
| 2 (358)        | Ex… perdition polaire                           | ICI TOU.TV            | Mardi 23 août 2016                      | -                 | -                                   | -                 | -                  |
| 2 (358)        | Ex… perdition polaire                           | ICI Radio-Canada Télé | Lundi 19 septembre 2016                 | 20 h HE / 21 h HA | 812 000                             | 6                 | 24                 |
| 3 (359)        | Problème d'élection?                            | ICI TOU.TV            | Mardi 23 août 2016                      | -                 | -                                   | -                 | -                  |
| 3 (359)        | Problème d'élection?                            | ICI Radio-Canada Télé | Lundi 26 septembre 2016                 | 20 h HE / 21 h HA | 737 000                             | 8                 | 27                 |
| 4 (360)        | Folle harmonie!                                 | ICI Radio-Canada Télé | Lundi 3 octobre 2016                    | 20 h HE / 21 h HA | 761 000                             | 9                 | 26                 |
| 5 (361)        | Bienvenue chez vous                             | ICI Radio-Canada Télé | Lundi 10 octobre 2016                   | 20 h HE / 21 h HA | 745 000                             | 9                 | 30                 |
| 6 (362)        | La belle s'est endormie                         | ICI Radio-Canada Télé | Lundi 17 octobre 2016                   | 20 h HE / 21 h HA | 720 000                             | 9                 | 29                 |
| 7 (363)        | Argent et road trip                             | ICI Radio-Canada Télé | Lundi 24 octobre 2016                   | 20 h HE / 21 h HA | 699 000                             | 10                | 30                 |
| 8 (364)        | Cache-cash                                      | ICI Radio-Canada Télé | Lundi 31 octobre 2016                   | 20 h HE / 21 h HA | N/D                                 | N/D               | N/D                |
| 9 (365)        | Faut qu'on… parts!                              | ICI Radio-Canada Télé | Lundi 7 novembre 2016                   | 20 h HE / 21 h HA | 749 000                             | 9                 | 25                 |
| 10 (366)       | Le Caboose kaboum?                              | ICI Radio-Canada Télé | Lundi 14 novembre 2016                  | 20 h HE / 21 h HA | 773 000                             | 8                 | 25                 |
| 11 (367)       | Abracadabra                                     | ICI TOU.TV            | Lundi 19 décembre 2016                  | -                 | -                                   | -                 | -                  |
| 11 (367)       | Abracadabra                                     | ICI Radio-Canada Télé | Jeudi 19 janvier 2017                   | 20 h HE / 21 h HA | 743 000                             | 6                 | 27                 |
| 12 (368)       | Mon départ!                                     | ICI TOU.TV            | Lundi 19 décembre 2016                  | -                 | -                                   | -                 | -                  |
| 12 (368)       | Mon départ!                                     | ICI Radio-Canada Télé | Jeudi 26 janvier 2017                   | 20 h HE / 21 h HA | 740 000                             | 5                 | 28                 |
| 13 (369)       | Suivre le vent                                  | ICI TOU.TV            | Lundi 19 décembre 2016                  | -                 | -                                   | -                 | -                  |
| 13 (369)       | Suivre le vent                                  | ICI Radio-Canada Télé | Jeudi 2 février 2017                    | 20 h HE / 21 h HA | 724 000                             | 4                 | 23                 |
| 14 (370)       | Tic Tac Tap                                     | ICI TOU.TV            | Lundi 6 février 2017                    | 20 h HE / 21 h HA | -                                   | -                 | -                  |
| 14 (370)       | Tic Tac Tap                                     | ICI Radio-Canada Télé | Jeudi 9 février 2017                    | 20 h HE / 21 h HA | 732 000                             | 5                 | 24                 |
| 15 (371)       | Tsun… amis!                                     | ICI TOU.TV            | Lundi 13 février 2017                   | 20 h HE / 21 h HA | -                                   | -                 | -                  |
| 15 (371)       | Tsun… amis!                                     | ICI Radio-Canada Télé | Jeudi 16 février 2017                   | 20 h HE / 21 h HA | 721 000                             | 7                 | 30                 |
| 16 (372)       | Trois mariages! Ça déménage!                    | ICI TOU.TV            | Lundi 20 février 2017                   | 20 h HE / 21 h HA | -                                   | -                 | -                  |
| 16 (372)       | Trois mariages! Ça déménage!                    | ICI Radio-Canada Télé | Jeudi 23 février 2017                   | 20 h HE / 21 h HA | 764 000                             | 4                 | 23                 |
| 17 (373)       | Dégât et débat                                  | ICI TOU.TV            | Lundi 27 février 2017                   | 20 h HE / 21 h HA | -                                   | -                 | -                  |
| 17 (373)       | Dégât et débat                                  | ICI Radio-Canada Télé | Jeudi 2 mars 2017                       | 20 h HE / 21 h HA | N/D                                 | N/D               | N/D                |
| 18 (374)       | Amants, mamans                                  | ICI TOU.TV            | Lundi 6 mars 2017                       | 20 h HE / 21 h HA | -                                   | -                 | -                  |
| 18 (374)       | Amants, mamans                                  | ICI Radio-Canada Télé | Jeudi 9 mars 2017                       | 20 h HE / 21 h HA | 748 000                             | 5                 | 27                 |
| 19 (375)       | Le début de la fin                              | ICI TOU.TV            | Lundi 13 mars 2017                      | 20 h HE / 21 h HA | -                                   | -                 | -                  |
| 19 (375)       | Le début de la fin                              | ICI Radio-Canada Télé | Jeudi 16 mars 2017                      | 20 h HE / 21 h HA | 740 000                             | 5                 | 25                 |
| 20 (376)       | Fin                                             | ICI TOU.TV            | Lundi 20 mars 2017                      | 20 h HE / 21 h HA | -                                   | -                 | -                  |
| 20 (376)       | Fin                                             | ICI Radio-Canada Télé | Jeudi 23 mars 2017                      | 20 h HE / 21 h HA | 791 000                             | 3                 | 21                 |
| Coulisses      | L'auberge du chien noir, pour une dernière fois | ICI Radio-Canada Télé | Jeudi 30 mars 2017                      | 20 h HE / 21 h HA | 583 000                             | 9                 | 30                 |